# Эспиноса, Патрисия
Патри́сия Эспино́са Кантелья́но (исп. Patricia Espinosa Cantellano, 21 октября 1958, Мехико, Мексика) — мексиканский политический и государственный деятель, дипломат. Исполнительный секретарь Рамочной конвенции ООН об изменении климата с 18 мая 2016 года. Министр иностранных дел Мексики (2006—2012).

## Биография
Окончила Колледж Мехико (El Colegio de México) и аспирантуру по международному праву в Университетском Институте международных исследований при Женевском университете.
Карьерный дипломат. В системе мексиканского МИДа с 16 сентября 1981 года.

Работала в миссии Мексики при отделении ООН в Женеве, была координатором советников заместителя министра иностранных дел, директором международных организаций, членом Постоянного представительства Мексики при ООН в Нью-Йорке.
На этой последней должности она отвечала за такие вопросы, как предотвращение торговли наркотиками, права человека, социальное развитие, улучшение положения женщин, поощрение и защита прав детей в Третьей комиссии Генеральной Ассамблеи ООН. Была председателем этой комиссии в ходе 51-й ° сессий Генеральной Ассамблеи. Позднее была руководителем различных международных организаций,
13 января — 21 марта 2001 года — президент Национального института женщин Мексики.
- 22 марта 2001 года — 5 июня 2002 года и с 6 сентября 2013 года по 7 июля 2016 года — посол Мексики в ФРГ.
- 6 июня 2002 года — 30 ноября 2006 года — посол Мексики в Австрии, по совместительству в Словакии и Словении и представитель Мексики в международных организациях в Вене.

1 декабря 2006 — 30 ноября 2012 года занимала пост министра иностранных дел в правоцентристском правительстве Фелипе Кальдерона.
с 18 мая 2016 года — исполнительный секретарь Рамочной конвенции ООН об изменении климата. Также занимается на международном уровне вопросами обеспечения гендерного равенства на руководящих должностях и в политических программах.